# Iosif Giejbo
Iosif Iwanowicz Giejbo (ros. Иосиф Иванович Гейбо, ur. 12 kwietnia?/25 kwietnia 1910 we wsi Wałujśke w obwodzie ługańskim, zm. 16 kwietnia 1992 w Samarze) – radziecki lotnik wojskowy, generał major lotnictwa, Bohater Związku Radzieckiego (1945).

## Życiorys
Urodził się w rosyjskiej rodzinie chłopskiej. Ukończył technikum kolejowe w Ługańsku, od 1932 należał do WKP(b), w 1933 został powołany do Armii Czerwonej, w 1934 ukończył Kaczyńską Wojskową Wyższą Szkołę Lotniczą Pilotów. W latach 1936–1937 uczestniczył w powietrznych paradach pierwszomajowych w Moskwie, później służył na Dalekim Wschodzie.
W 1939 brał udział w bitwie nad Chałchin-Goł jako dowódca eskadry pułku lotnictwa szturmowego, wykonując 82 loty bojowe. Po ataku ZSRR na Finlandię jego eskadra została przeniesiona do Moskwy, gdzie sformowano pułk myśliwski, skierowany następnie do walk z Finami w Karelii; Iosif Giejbo odniósł w tej wojnie cztery zwycięstwa. 
Po ataku Niemiec na ZSRR uczestniczył w walkach, 18 sierpnia 1941 został ranny, leczył się do grudnia, w 1944 ukończył kursy doskonalenia kadry oficerskiej i został pułkownikiem oraz objął dowództwo 309 Dywizji Lotniczej, a później 6 Gwardyjskiej Dywizji Lotnictwa Myśliwskiego 3 Gwardyjskiego Korpusu Lotnictwa Myśliwskiego 5 Armii Powietrznej 2 Frontu Ukraińskiego. Walczył na terytorium Rumunii, Węgier i Czechosłowacji, do kwietnia 1945 wykonał 177 lotów bojowych, odnosząc 5 zwycięstw. 
W 1949 ukończył Wojskową Akademię Sztabu Generalnego i został komendantem Armawirskiej Wojskowej Wyższej Szkoły Lotniczej Pilotów Obrony Powietrznej im. marsz. lotn. Pawieła Kutachowa w Armawirze, w 1968 zakończył służbę w stopniu generała majora lotnictwa. Był deputowanym do Rady Najwyższej Mołdawskiej SRR. Otrzymał honorowe obywatelstwo Bratysławy.

## Odznaczenia
- Złota Gwiazda Bohatera Związku Radzieckiego (28 kwietnia 1945)
- Order Lenina
- Order Czerwonego Sztandaru (trzykrotnie)
- Order Kutuzowa II klasy
- Order Wojny Ojczyźnianej I klasy
- Order Czerwonej Gwiazdy

I medale.